# ネイキッド・シティ (バンド)
ネイキッド・シティ（Naked City）は、サックス奏者であり作曲家のジョン・ゾーンが率いるアヴァンギャルド・ミュージックのグループ。
主にニューヨークで1988年から1993年まで活動していたネイキッド・シティは、伝統的なロック・バンドのラインナップによって作曲（および即興）の限界をテストするための「作曲ワークショップ」として始められた。
彼らの音楽は、ジャズ、サーフ・ミュージック、プログレッシブ・ロック、クラシック、ヘヴィメタル、グラインドコア、カントリー・ミュージック、パンク・ロック、その他、さまざまなジャンルの要素を取り入れている。

## 来歴
ネイキッド・シティの特徴的な初期のスタイルは、どの曲も驚くほど速いテンポで演奏され、スラッシュメタルやハードコア・パンクのような極端なスピードを重視していた。多くの曲はかなり短く、典型的なパターンとして音楽ジャンルの異なる曲が次々と切り替えて演奏された。ある批評家はバンドの音楽を「ハードコアやカントリー・ミュージック、いかがわしいジャズを飛び飛びにカットした細かいコラージュ、ジョン・バリーとオーネット・コールマンのカバー、単純で抽象的な音楽による闘い……2、3分の爆発が詰め込まれた爆裂都市だ」と記述した。この急速な切り替えは、テンポ、テーマ、スタイルの頻繁な変化を特色としており、数多くのワーナー・ブラザースの漫画映画に音楽を書いたカール・スターリング（ゾーンの敬愛するアーティスト）によって触発されたところもある。
ネイキッド・シティの名だたるファースト・アルバムは、ノンサッチ・レコードから出され、そのカバーには殺されたギャングの写真と、丸尾末広の不気味なイラストが収録されていた。その後のアルバムでは、カバー・アートに関してゾーンとレーベルとの間に意見の相違があった。明らかなSM写真、19世紀の医療記録からの画像、死刑などの実行写真、最も有名な凌遅刑（Leng Tch'e）の犠牲者の写真を、ゾーンは使用したかったが、ノンサッチはこれを拒否した。ゾーンはレーベルとの関係を終え、以後、シミー・ディスクや、彼自身によるアヴァンやツァディクといったレーベルからネイキッド・シティのアルバムをリリースした。
後のリリースでは、アレクサンドル・スクリャービン、クロード・ドビュッシー、チャールズ・アイヴズ、オリヴィエ・メシアンのような現代クラシック作曲家の作品を含むようなレパートリー、スタイリッシュなアプローチへと変えていった。それらはアルバム『グラン・ギニョール』でフィーチャーされている。『凌遅（レンツェ）』は、31分を超える長さのヘヴィメタルな1曲となっている。『拷問天国』はいくつかの「ハードコアのミニチュア」で構成され、『アブサン』はアンビエントとノイズによるテクスチュアであった。
ゾーンは、『アブサン』の後、ネイキッド・シティの活動を打ち切った。「……新しいアイデアと共に、他の文脈で、他のアンサンブルの音楽を書く必要があるんだ」。2003年に、ヨーロッパのジャズ・フェスティバルで短期間の再結成が行われた。

## 映画関連
このグループは、ジョルジュ・ドルリューの作品を含む、さまざまな映画のサウンドトラックの一部をカバーした。『異教徒』はカレン・フィンリーが主演する映画のサウンドトラックとして意図されていた。
『拷問天国』の収録曲「Bonehead」と「Hellraiser」は、ミヒャエル・ハネケの『ファニーゲーム』と、2007年のリメイク版『ファニーゲーム U.S.A.』で使用された。

## バンド・メンバー
- ジョン・ゾーン (John Zorn) - アルト・サックス
- ビル・フリゼール (Bill Frisell) - ギター
- フレッド・フリス (Fred Frith) - ベース
- ウェイン・ホーヴィッツ (Wayne Horvitz) - キーボード
- ジョーイ・バロン (Joey Baron) - ドラム
- 山塚アイ (Yamatsuka Eye) - ゲスト・ボーカル (1988年 - 1993年)

### ライブ・メンバー
- マイク・パットン (Mike Patton) - ゲスト・ボーカル (1991年、2003年)
- シロ・バプティスタ (Cyro Baptista) - パーカッション (1989年)
- キャロル・エマニュエル (Carol Emanuel) - ハープ (1989年)

## ディスコグラフィ

### アルバム
- 『ネイキッド・シティ』 - Naked City (1990年) ※ジョン・ゾーン名義
- 『拷問天国』 - Torture Garden (1990年)
- 『グラン・ギニョール』 - Grand Guignol (1992年)
- 『異教徒』 - Heretic (1992年)
- 『凌遅（レンツェ）』 - Leng Tch'e (1992年)
- 『ラジオ』 - Radio (1993年)
- 『アブサン』 - Absinthe (1993年)
- Black Box (1996年)
- 『ライヴ Vol.1 ニッティング・ファクトリー1989』 - Naked City Live, Vol. 1: The Knitting Factory 1989 (2002年)
- Naked City: The Complete Studio Recordings (Box Set) (2005年)